# Eva Barrios Marcos
Eva Barrios Marcos (Zamora, 24 de octubre de 1989) es una deportista española que compite en piragüismo en la modalidad de aguas tranquilas.
Ganó cuatro medallas en el Campeonato Europeo de Piragüismo entre los años 2012 y 2022.
En la modalidad de maratón obtuvo cuatro medallas en el Campeonato Mundial entre los años 2018 y 2023, y ocho medallas en el Campeonato Europeo entre los años 2017 y 2025.
Además, consiguió dos medallas en los Juegos Mundiales de 2022.

## Palmarés internacional
| Campeonato Europeo | Campeonato Europeo          | Campeonato Europeo | Campeonato Europeo |
| Año                | Lugar                       | Medalla            | Competición        |
| ------------------ | --------------------------- | ------------------ | ------------------ |
| 2012               | Zagreb (Croacia)            | Medalla de plata   | K1 5000 m          |
| 2013               | Montemor-o-Velho (Portugal) | Medalla de bronce  | K1 5000 m          |
| 2017               | Plovdiv (Bulgaria)          | Medalla de plata   | K1 5000 m          |
| 2022               | Múnich (Alemania)           | Medalla de bronce  | K1 5000 m          |

| Campeonato Mundial | Campeonato Mundial       | Campeonato Mundial | Campeonato Mundial |
| Año                | Lugar                    | Medalla            | Competición        |
| ------------------ | ------------------------ | ------------------ | ------------------ |
| 2018               | Vila Verde (Portugal)    | Medalla de plata   | K2                 |
| 2018               | Vila Verde (Portugal)    | Medalla de bronce  | K1                 |
| 2019               | Shaoxing (China)         | Medalla de bronce  | K1 (DC)            |
| 2023               | Vejen (Dinamarca)        | Medalla de bronce  | K1 (DC)            |
| Campeonato Europeo |                          |                    |                    |
| Año                | Lugar                    | Medalla            | Competición        |
| 2017               | Ponte de Lima (Portugal) | Medalla de bronce  | K2                 |
| 2018               | Metković (Croacia)       | Medalla de bronce  | K2                 |
| 2019               | Decize (Francia)         | Medalla de plata   | K1 (DC)            |
| 2019               | Decize (Francia)         | Medalla de bronce  | K2                 |
| 2022               | Silkeborg (Dinamarca)    | Medalla de plata   | K1 (DC)            |
| 2023               | Slavonski Brod (Croacia) | Medalla de bronce  | K1                 |
| 2023               | Slavonski Brod (Croacia) | Medalla de bronce  | K1 (DC)            |
| 2025               | Ponte de Lima (Portugal) | Medalla de bronce  | K2                 |